# Picea wilsonii
Picea wilsonii (Mast., 1903) è una specie di peccio appartenente alla famiglia delle Pinaceae, originaria della Cina (Gansu, Shanxi, Hebei, Hubei, Shaanxi, Sichuan, Qinghai e Mongolia Interna).

## Etimologia
Il nome generico Picea, utilizzato già dai latini, potrebbe, secondo un'interpretazione etimologica, derivare da Pix picis = pece, in riferimento all'abbondante produzione di resina. Il nome specifico wilsonii fu assegnato in onore del botanico americano Ernest Henry Wilson che collezionò i semi di molti alberi e arbusti della Cina centrale per l'Arnold Arboretum di Boston.

## Descrizione

### Portamento
Albero alto 50 metri con tronco monopodiale diritto di diametro fino a 1,3 metri, dalla chioma piramidale; i virgulti sono glabri,  inizialmente di colore verde-giallastro o grigio-giallastro, poi di colore grigio pallido o grigio-marrone.

### Foglie
Le foglie sono aghiformi, dritte o ricurve, con sezione trasversale largamente quadrangolare, di colore verde scuro, lunghe 8–13 mm e con punte acuminate; hanno stomi disposti in 4-5 linee su ogni faccia.

### Fiori
L'impollinazione avviene nel mese di aprile.

### Frutti
I coni femminili, di colore giallo-marrone a maturazione, sono ovoidali, lunghi 5–8 cm e larghi 2,5–4 cm. I macrosporofilli sono obovati, lunghi 1,4-1,7 cm e larghi 1-1,4 cm, con apice di forma variabile e le parti esposte non striate. I semi sono obovoidali, lunghi 3–4 mm, con parte alata lunga 8–11 mm, di colore marrone pallido; maturano in ottobre.

### Corteccia
La corteccia è grigia, divisa in scaglie irregolari.

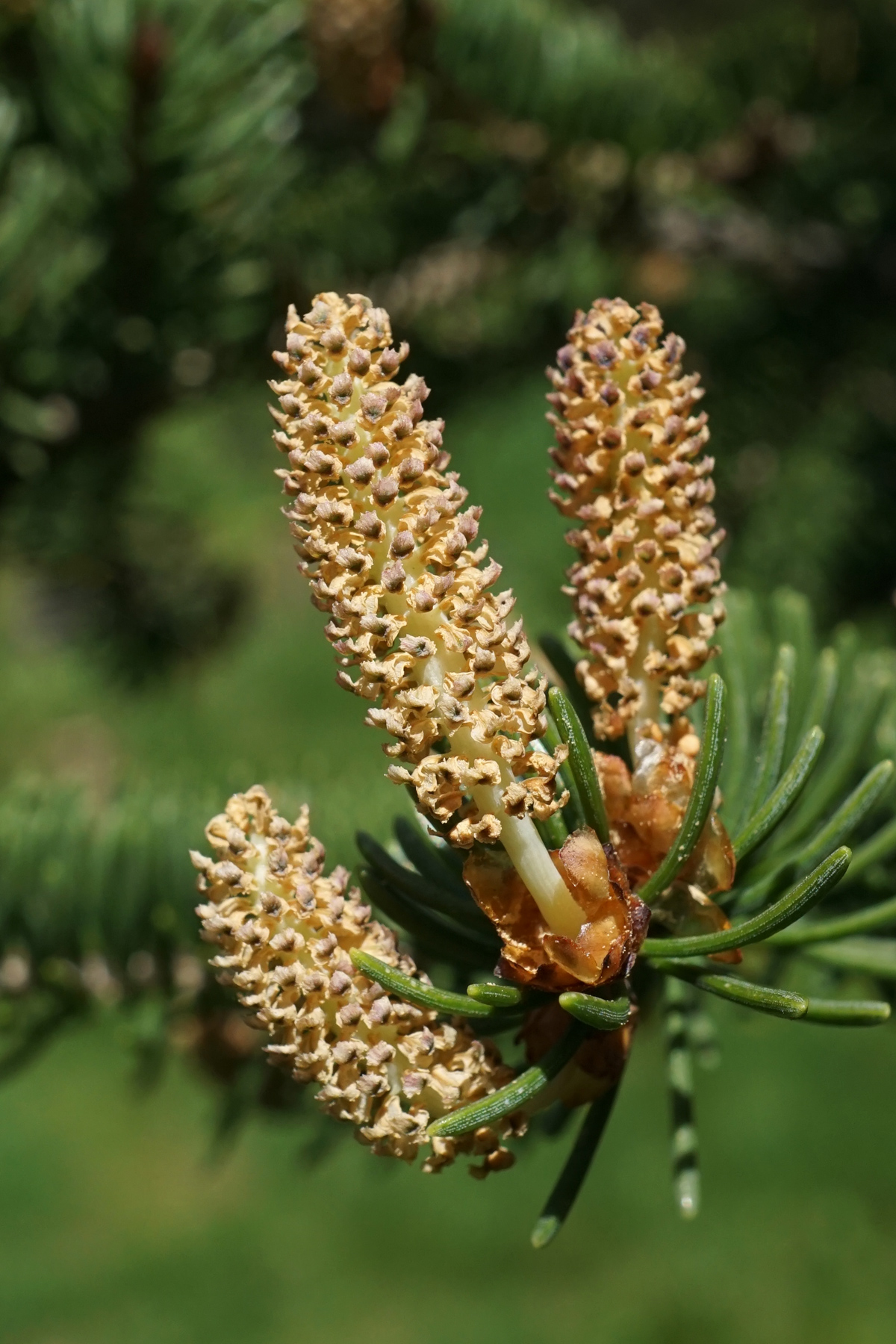
Strobili maschili
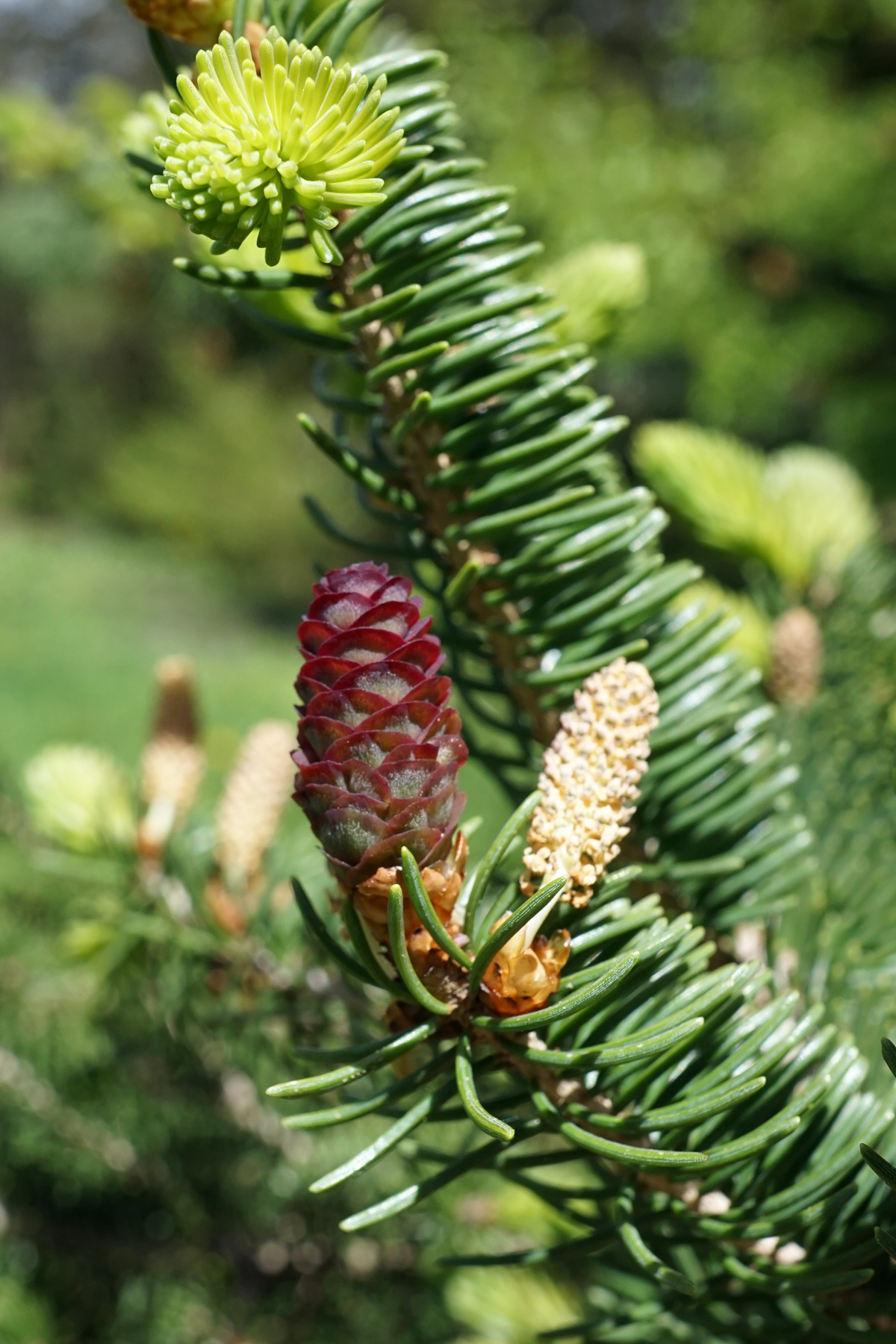
Strobili
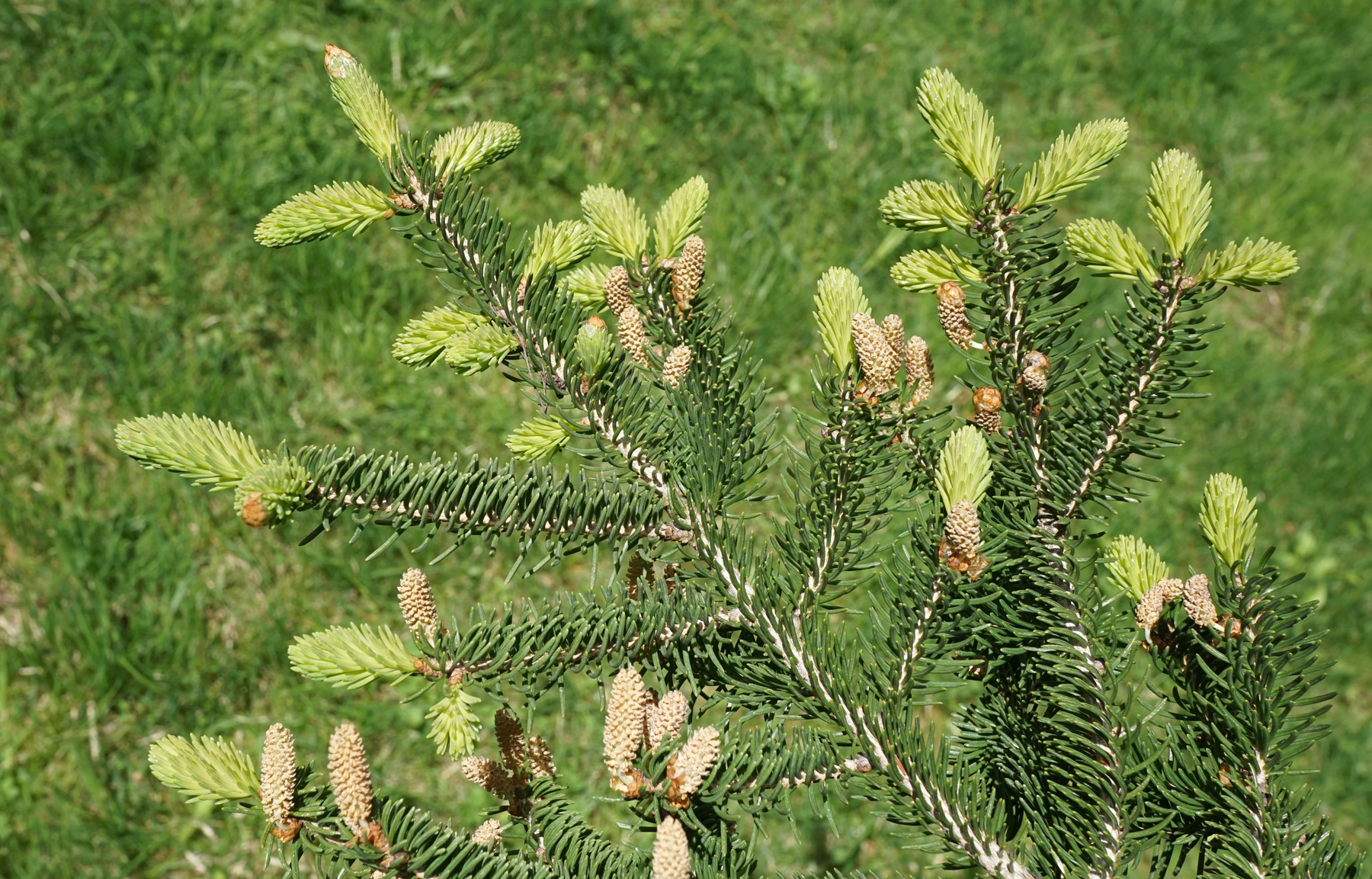
Germogli

## Distribuzione e habitat
Vegeta a quote di alta montagna comprese tra i 1400 e i 3000 m (con limite superiore di 2100 m nella parte settentrionale dell'areale), su suoli podzolici montani, prevalentemente non calcarei; il clima di riferimento è continentale montano o subalpino con scarse precipitazioni e inverni lunghi e freddi. Normalmente si ritrova in foreste miste con Picea asperata, Picea purpurea e Picea meyeri. Tra le caducifoglie la specie più comune è Betula albosinensis.

## Tassonomia

### Sinonimi
Sono riportati i seguenti sinonimi:
- Picea fricksii Silba
- Picea mastersii Mayr
- Picea shennongjianensis Silba
- Picea watsoniana Mast.
- Picea wilsonii f. mastersii (Mayr) J.Hoch
- Picea wilsonii var. shanxiensis Silba
- Picea wilsonii subsp. shanxiensis (Silba) Silba
- Picea wilsonii var. watsoniana (Mast.) Silba
- Picea wilsonii subsp. watsoniana (Mast.) Silba

## Usi
Il peccio di Wilson fornisce un legno di grande importanza per l'edilizia e la carpenteria, la realizzazione di traversine ferroviarie e di mobili, e per l'industria cartaria. In orticoltura viene utilizzato come albero ornamentale nel nord della Cina e in Russia, sviluppandosi bene nelle zone con inverni lunghi e rigidi, mentre è intollerante nei confronti delle gelate tardive degli inverni più marittimi europei, per cui è raramente presente negli arboreti americani e europei.

## Conservazione
Nonostante la lieve diminuzione di popolazione, l'areale rimane relativamente vasto; per questo motivo viene classificata come specie a rischio minimo nella Lista rossa IUCN.